# Ríu ríu chíu

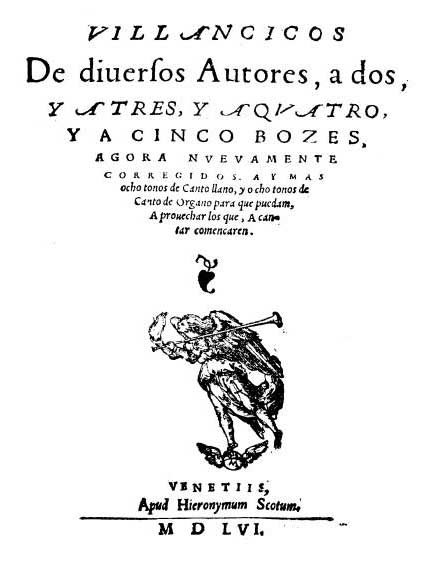
Capa do Uppsala Songbook

Ríu ríu chíu é uma canção natalina renascentista espanhola cuja letra e música vêm do Upsala Songbook. Embora o autor não seja mencionado nesta publicação, acredita-se que tenha sido composto por Mateo Flecha, o Velho.   

## Descrição
Embora algumas fontes o descrevam como anônimo, é atribuído a Mateo Flecha, o Velho, que morreu em 1553.  A obra guarda algumas semelhanças com a canção natalina Falalanlera, do compositor espanhol Bartomeu Cárceres.  O texto e a música vêm de uma única fonte conhecida, o Uppsala Songbook, publicado em Veneza em 1556. A única cópia existente está na biblioteca da Universidade de Uppsala e é a composição número 14 das que compõem o texto.  
O texto expõe dois temas principais, a libertação de Maria do pecado original e o nascimento de Jesus.